# Радмило Павловић
Радмило Павловић (Крушевац, 29. август 1981 — 11. септембар 2021) био је српски фудбалер.
Наступао је на позицији левог бека, а највећи део каријере провео је у матичном Напретку. Са тим клубом је два пута освајао источну групу Друге лига СР Југославије, а био је део генерације која се 2000. године састала са Црвеном звездом у финалу Купа СР Југославије.

## Трофеји и награде
Напредак Крушевац
- Друга лига СР Југославије — група Исток (2) : 1999/00,[8] 2002/03.[9]